# لاوتیوساری
لاوتیوساری (به فنلاندی: Lautiosaari) یک منطقهٔ مسکونی در فنلاند است که در کمینما واقع شده‌است.